# Mindfunk
Mindfunk – amerykański zespół rockowy, założony w 1989 roku w New Jersey, początkowo występujący pod nazwą Mind Fuck. Twórczość zespołu ocierała się o różne gatunki: funk metal, stoner metal, psychodeliczny rock lub grunge, jednak sami muzycy określali się jako zespół grający przede wszystkim rocka.
W skład zespołu weszli:
- Patrick R. Dubar (śpiew, poprzednio Uniform Choice, Unity)
- Jason Coppola (gitara, wcześniej Chemical Waste)
- John Monte (gitara basowa, wcześniej w M.O.D. i Chemical Waste)
- Reed St. Mark (perkusja, poprzednio w Celtic Frost)
- Louis J. Svitek (gitara, wcześniej w M.O.D., Zoetrope)

## Historia
W 1991 roku, pod naciskiem wydawcy (Sony/Epic) odmawiającego wydania płyty pod obraźliwym tytułem Mind Fuck zespół zmienił nazwę na Mind Funk i taką samą nazwę otrzymał pierwszy album. Debiutancka płyta odniosła dość duży sukces i została uznana przez magazyn Kerrang! za jedną z najlepszych płyt roku, a teledysk do utworu Big House Burning zyskał dużą popularność w MTV. W 1992 roku z zespołem rozstali się Jason Coppola oraz Reed St. Mark, a ich miejsca zajęli były gitarzysta Nirvany i zespołu Soundgarden, Jason Everman oraz perkusista Shawn Johnson. W tym samym roku zespół wystąpił na festiwalu w Roskilde w Danii. Nastąpiła kolejna zmiana nazwy zespołu, tym razem na Mindfunk. Początkowa muzyka zespołu charaktryzowała się łączeniem muzyki rockowej z, odzwierciedlonymi w nazwie, wpływami muzyki funk.
Podczas przygotowań do nagrania kolejnej płyty, wytwórnia Sony/Epic postanowiła z powodu niewielkiej sprzedaży zerwać współpracę z zespołem. Zespół kontynuował jednak pracę i w 1993 roku wydał nową płytę – Dropped, nawiązując w nazwie do rozstania się z wytwórnią Sony/Epic. Druga płyta została wydana dzięki umowie z wytwórnią Megaforce. Druga płyta zawierała utwory wolniejsze, cięższe, mroczniejsze i psychodeliczne w dużej mierze pozbawione związku z muzyką funk, z wyrazistymi partiami wokalnymi połączonymi z niskimi dźwiękami gitar elektrycznych. Płyta ta, uważana dzisiaj za jedną z najlepszych płyt rockowych lat dziewięćdziesiątych, nie zyskała zbyt dużej popularności. Krótko po nagraniu płyty, zespół wyruszył w trasę koncertową po Europie. Zespół wystąpił również na Dynamo Festival w Holandii.
We 1994 roku zespół opuścili basista John Monte i gitarzysta Jason Everman (który postanowił wstąpić amerykańskich jednostek specjalnych). Z zespołem przez jakiś czas występowali basista Frank Ciampi, grający w Generation Waste i Tension Wire, oraz Spike Xavier – również basista, występujący też w Mind Over Four i The Humble Gods. W 1996 roku powstał trzeci album – People who Fell from the Sky, ze zdobywającą wtedy coraz większą popularność, jeszcze cięższą muzyką zaliczaną do Stoner metal lub Desert rock. Niestety, trzecia płyta nie odniosła sukcesu i zespół zakończył swoją działalność.
Pat Dubar (jako Avenger Adawee The Wind lub The Wind) oraz Spike Xavier (The Corporate Avenger) występowali później w zespole Corporate Avenger. John Monte występował w Dragpipe oraz w Ministry a także w Revolting Cocks. W Ministry i Revolting Cocks oraz w zespole Caper znalazł się Louis Svitek. Reed St. Mark prawdopodobnie występował ponownie z Celtic Frost.

## Dyskografia
- Mind Funk (1991)

1. Sugar Ain't So Sweet
2. Ride & Drive
3. Bring It On
4. Big House Burning
5. Fire
6. Blood Runs Red
7. Sister Blue
8. Woke Up This Morning
9. Innocence
10. Touch You

- Dropped (1993)

1. Goddess
2. Closer
3. Drowning
4. In the way eye
5. Zootiehead
6. Wisteria
7. Mama, moses and me
8. 11 ton butterfly
9. Hogwallow
10. Billygoat
11. Hollow

- People who Fell from the Sky (1996)

1. Rift Valley Fever
2. Superchief
3. Seasick
4. Deep End
5. People Who Fell From The Sky
6. Weird Water
7. Aluna
8. 1000 Times
9. Kill The Messenger
10. Acrobats Falling